# Michael Levitt
Michael Levitt (ur. 9 maja 1947 w Pretorii) – amerykański naukowiec żydowskiego pochodzenia, profesor Uniwersytetu Stanforda, członek National Academy of Sciences, laureat Nagrody Nobla w dziedzinie chemii w 2013.

## Kariera naukowa
W latach 1964–1967 studiował fizykę na King’s College w Londynie. W 1971 na University of Cambridge obronił doktorat z biofizyki. W latach 1979–1987 pracował w Instytucie Naukowym Weizmana w Izraelu, w departamencie fizyki chemicznej. Od 1987 zatrudniony na Uniwersytecie Stanforda w departamencie biologii strukturalnej, od 1993 pełni funkcję kierownika departamentu.

## Wyróżnienia
Od 2001 jest członkiem Royal Society, rok później został członkiem National Academy of Sciences. W 2013 został wraz z Martinem Karplusem i Ariehlem Warhelem wyróżniony Nagrodą Nobla z chemii „za rozwój wieloskalowych modeli dla złożonych układów chemicznych”.